# 1952년 하계 올림픽 자르 선수단
1952년 하계 올림픽 자르 선수단은 핀란드 헬싱키에서 개최된 1952년 하계 올림픽에 참가했다. 자르 올림픽 위원회는 1945년 제2차 세계 대전이 종식된 이후에 프랑스에 점령되어 1947년부터 1956년까지 현재의 독일 자를란트주에 존재했던 자르 보호령에서 1950년 봄에 설립되었다. 1956년 하계 올림픽에서 독일 올림픽 선수단에 합류하는 것이 허용되기 이전인 1952년 하계 올림픽에 단 한 차례만 분리되어 출전하였다.

## 같이 보기
- 자를란트 축구 국가대표팀